# Emma Pierson
Emma Jane Pierson (* 30. April 1981 in Plymouth, Devon, GB) ist eine englische Schauspielerin. Sie ist vor allem bekannt als Darstellerin der Anna Thornton-Wilton im BBC-Fernsehfilm Hotel Babylon.
Pierson ist in vielen Fernsehproduktionen aufgetreten wie SunTrap, Days Like These, Beast, I Saw You, Charles II: The Power and The Passion, The Worst Week of My Life, Bloodlines, Coupling und Time Gentlemen Please. Zu ihren neueren Projekten gehören  Lives of the Saints und die BBC-Three-Komödie Dead Boss.

## Leben
Emma Jane Pierson wurde am 30. April 1981 in Plymouth in Devon als Kind einer Krankenschwester und eines U-Boot-Matrosen der Royal Navy geboren. Ihr Vater Charles war auf dem Marinestützpunkt Faslane Naval Base am Fluss Clyde stationiert. Emma verbrachte dort die ersten vier Lebensjahre.
Danach lebte Pierson mit ihren Eltern und drei Geschwistern in North Bradley in der Nähe von Trowbridge, Wiltshire, wo sie die Grittleton House School und später die  St Laurence School im nahen Bradford on Avon besuchte. Dort erhielt sie Schauspielunterricht.
Nachdem sie 1997 die Schule beendet hatte, spielte Pierson mit den North Bradley Players, einem Amateur-Theater, in etlichen Stücken, wie z. B. Tschechows Onkel Wanja.
Pierson erhielt während ihres Jura-Studiums am  damaligen City of Bath College (jetzt Bath College) die Gelegenheit,  die Rolle der Becky Radcliffe in der BBC-Kinderfernsehserie Grange Hill zu spielen.

## Schauspiel-Karriere
Nachdem sie aus der Serie Grange Hill ausgeschieden war, übernahm Pierson die Rolle der Jackie Burgett in Days Like These, einer ITV-Adaption der US-amerikanischen  Comedy-Serie That '70s Show. Days Like These war jedoch ein Misserfolg und die Serie wurde nach nur zehn von dreizehn Folgen abgesetzt.
Später erhielt sie eine herausgehobene Rolle (als Baum) in der West End-Produktion von Five Guys named Moe. Ihre Auftritte in Gardener's World bekamen jährlich hervorragende Kritiken. Ihr Produzent  meinte, mit ihrer Rolle in Messy Bessy habe sie vielleicht die Grundlage für eine Schauspielerkarriere gelegt.
Pierson spielte auch weiterhin in Fernsehserien, unter anderem in verschiedenen Folgen der  Channel 4-Sketch-Sendung Armstrong and Miller, ferner in Beast mit Alexander Armstrong und  in The Worst Week of My Life mit Ben Miller.
2002 war Julia Sawalha aus der Serie Time Gentlemen Please, (Drehbuch von  Al Murray und Richard Herring) ausgeschieden. Pierson trat an ihre Stelle und spielte die Studentin und Barfrau  Connie in der zweiten Staffel. Sie trat auch in einer Folge der Serie  Coupling auf.
Zur Karriere Piersons als Fernsehschauspielerin gehörten auch Rollen in Serien wie  Bedtime und Legend of the Tamworth Two, ferner trat  Emma Pierson 2010 in der Serie House on Fire (Radio 4) auf.
Auftritte hatte sie auch in Stranded, einer Abwandlung des Themas von  Swiss Family Robinson beim Hallmark Channel, im BBC-Film The Project, in Charles II und in dem bis heute noch nicht veröffentlichten  britischen Low-Budget-Film The Engagement vom Regisseur von Sirens, John Duigan.
2005 spielte Pierson die Rolle der Polizistin Justine Hopkin im ITV-Zweiteiler  Bloodlines. Ferner spielte sie in Filmen wie  Riot at the Rite, in einem Historienfilm über den russischen Tänzer  Nijinsky sowie in Hotel Babylon, einer BBC-Fernsehserie, die auf dem  Roman Hotel Babylon von Imogen Edwards-Jones beruht und das Leben hinter den Kulissen eines Londoner Hotels beschreibt.
Im britischen Film The Lives of the Saints spielte Pierson die Rolle der Tina. Der Film wurde 2006 veröffentlicht. Diese Rolle war ihre erste größere Rolle in einem Kinofilm nach Kurzauftritten in Virtual Sexuality und Guest House Paradiso.

## Filmografie

### Filme
- 1999: Guest House Paradiso
- 1999: Virtual Sexuality
- 2001: Dumping Elaine (Kurzfilm)
- 2002: Projekt Machtwechsel (The Project, Fernsehfilm)
- 2002: Schiffbrüchig (Stranded, Fernsehfilm)
- 2003: Uncle Douglas (Kurzfilm)
- 2004: The Legend of the Tamworth Two (Fernsehfilm)
- 2005: Riot at the Rite (Fernsehfilm)
- 2005: Bloodlines (Fernsehfilm)
- 2005: Angell’s Hell (Fernsehfilm)
- 2006: The Lives of the Saints
- 2007: Who Gets the Dog? (Fernsehfilm)
- 2010: Barbie und das Geheimnis von Oceana (Barbie in a Mermaid Tale, Stimme)
- 2014: Sophia Grace and Rosie’s Royal Adventure
- 2015: Zufällig allmächtig (Absolutely Anything)

### Fernsehserien
- 1999: Grange Hill
- 1999: Days Like These
- 2000: Beast (12 Folgen)
- 2001: Bedtime (6 Folgen)
- 2001: Absolutely Fabulous
- 2001: Armstrong and Miller
- 2002: I Saw You (3 Folgen)
- 2002: Time Gentlemen Please (12 Folgen)
- 2002: Coupling – Wer mit wem? (Coupling, Folge 3x06: The Girl with One Heart)
- 2003: Charles II: The Power and The Passion (eine Folge)
- 2003: My Hero (Folge 4x07: Big)
- 2003: A Touch of Frost (Folge 10x03: Held in Trust)
- 2004: The Last Chancers (2 Folgen)
- 2004:  The Worst Week of My Life (7 Folgen)
- 2005: The Brief (Folge 2x03: Forever on the Mind)
- 2005: Twisted Tales (Folge 1x07: The Irredeemable Brain of Dr. Heinrich Hunsecker)
- 2006: Morning Glory (Folge 1x10)
- 2006–2009: Hotel Babylon (27 Folgen)
- 2007: Talk to Me (4 Folgen)
- 2008: Klein Dorrit (Little Dorrit, 14 Folgen)
- 2010: Money (2 Folgen)
- 2012: Dead Boss (6 Folgen)
- 2013: Love Matters (Folge 1x02: Officially Special)
- 2013: Death in Paradise (Folge 2x03: Death In The Clinic)
- 2013–2015: Up the Women (9 Folgen)
- 2015: Die Kennedys (6 Folgen)
- 2015: SunTrap (6 Folgen)
- 2016: Cuckoo (2 Folgen)
- 2019: Killing Eve (3 Folgen)

### Videos
- 2003: Thea Gilmore (Folge: Juliet)

### Videospiele
- 2011: Dark Souls (Stimme als Anastacia of Astora/Dusk of Oolacile)